# Боспорська ера
- Віфінія — на північному заході Малої Азії;
- Понтійське царство — на північному сході Малої Азії і відзначено найбільш темним;
- Боспорське царство — на північному березі Чорного моря.

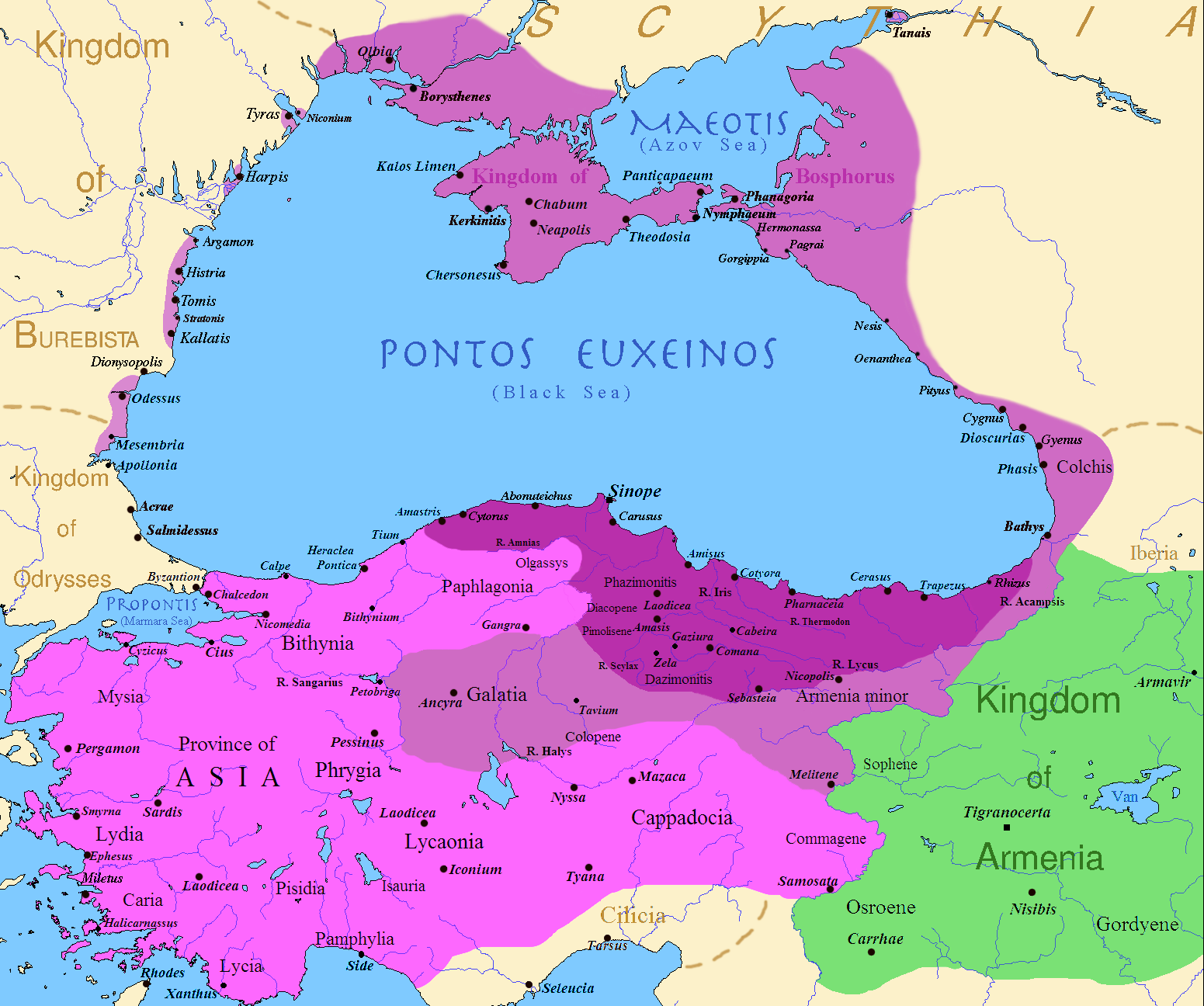
Область вживання боспорської ери — частина від виділеного у фіолетові тони:
- Віфінія — на північному заході Малої Азії;
- Понтійське царство — на північному сході Малої Азії і відзначено найбільш темним;
- Боспорське царство — на північному березі Чорного моря.

Боспорська ера, також понтійська, віфінська або віфіно-понтійська, — календарна ера, що використовувалася з 149 року до н. е. принаймні до 497 року н. е. в Малій Азії і на Чорному морі. Ера виникла у Віфінії, використовувалася також у Понтійському та Боспорському царстві, в останньому — найбільш тривалий час. Боспорська ера починається з коронації Віфінського царя Зіпойта в жовтні 297 р. до н. е.
Позначається BE — скорочення від англійських назв Bosporan era і Bithynian era — або AB — скорочення від латинських назв Anno Bospori і Anno Bithyniae.
Найранішими свідченнями використання боспорської ери є монети, що датуються 149—148 роками до н. е., коли Віфінський цар Нікомед II Епіфан повалив свого батька Прусія II. На більш ранніх монетах Віфінії не було дати, тому можливо, що боспорська ера була винайдена в цей час. На монетах Понтійського царства ера була прийнята за Мітрідата VI, не пізніше 96-95 року до н. е., замінивши еру Селевкідів, що використовувалася раніше. Оскільки Понтійське царство і Віфінія в цей час були суперниками, найбільш ймовірна дата початку використання боспорської ери в Понтійському царстві — період короткого союзу між державами в 108 році до н. е., під час спільного вторгнення в Пафлагонію.

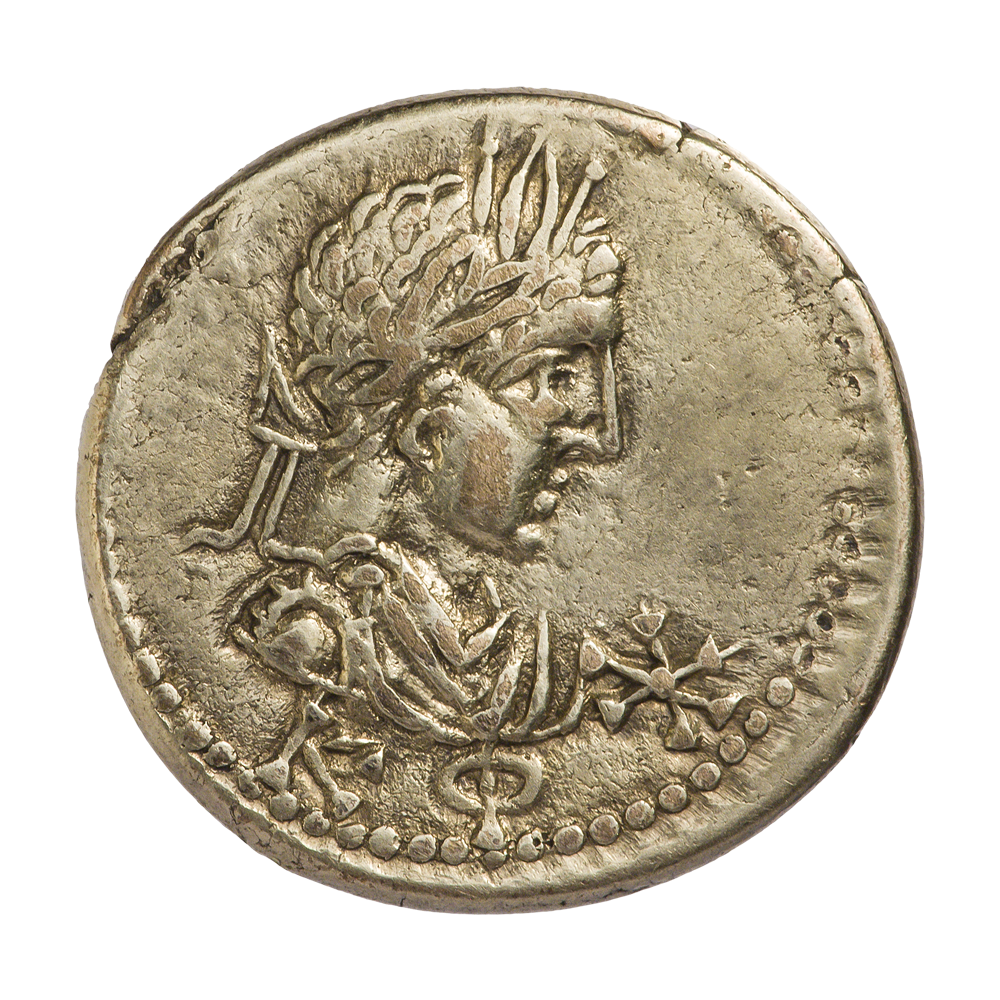
Монета Реськупоріда III з датою за Боспорським обчисленням. ΚΦ, каппа-фі, означає 520 в алфавітному записі.

Боспорська ера вийшла з ужитку в північній частині Малої Азії після завоювання римлянами в 63 р. до н. е. і приєднання до римської провінції Віфінія і Понт. Немає жодних доказів того, що її використання було придушене римськими властями — ймовірно, місцева влада перейшла на ті ж системи літочислення, що і в раніше завойованих частинах провінції. Таких літочислень було кілька, включаючи еру Селевкідів, але боспорська ера до них не увійшла.
Про використання боспорської ери в Малій Азії відомо тільки за монетами, але збереглися написи з території Боспорського царства. Там боспорська ера використовувалася одночасно з місяцями давньомакедонського календаря. Найранніший знайдений напис із боспорської епохою датується 29 або 17 роком н. е. і згадує правлячого царя Аспурга, а остання — 497—498 роками н. е.
Перші монети з боспорської ерою з'являються в регіоні при сина понтійського царя Мітрідата VI, Фарнаком II (97-47 до н. е.), володіння якого обмежувалися регіоном Керченської протоки, а не Малою Азією. Незважаючи на карбуванні на місці, у Боспорському царстві, монети були понтійського типу. Перші чітко боспорські монети із зазначенням боспорської ери з'являються за цариці Динамії і датуються 17-16 роками до н. е. Використання боспорської ери на монетах триває лише до правління Реськупоріда VI у 303—341 роках н. е., хоча використання в написах триває ще півтора століття.